# Варгас, Фернандо
Фернандо Варгас (англ. Fernando Vargas; род. 7 декабря 1977, Окснард, Калифорния, США) — американский боксёр-профессионал, выступавший в 1-й средней, средней и 2-й средней весовых категориях. Чемпион мира в 1-й средней (версия WBA (2001—2002) и IBF (1999—2000) весовой категории.
Самый  молодой чемпион мира в 1-м среднем весе в истории профессионального бокса.

## Профессиональная карьера

### 1997—1999
Дебютировал в 1997 году.
В декабре 1998 года досрочно победил чемпиона в 1-м среднем весе по версии IBF Луиса Рамона Кампаса.

### 4 декабря1999Рональд Райт—Фернандо Варгас
- Место проведения:  Чинук Винд Касино, Линкольн Касино, Орегон, США
- Результат: Победа Варгаса решением большинства в 12-раундовом бою
- Статус: Чемпионский бой за титул IBF в 1-м среднем весе (3-я защита Варгаса)
- Рефери: Джо Кортес
- Счёт судей: Дебра Барнс (112—116 Варгас), Джим Ховард (113—115 Варгас), Дэвид Хесс (114—114)
- Вес: Райт 69,85 кг; Варгас 69,90 кг
- Трансляция: HBO
- Счёт неофициального судьи: Харольд Ледерман (115—113 Райт)

В декабре 1999 года Фернандо Варгас встретился с левшой Рональдом «Уинки» Райтом. Это был 1-й бой Варгаса, в котором он не смог нокаутировать противника. Мало того, Райт имел преимущество в бою, однако судьи большинством голосов неожиданно дали победу Варгасу. После объявления результата зал недовольно загудел. На карте Харольда Ледермана значилась победа Райта, на карте Ларри Мерчанта — ничья.

### 2 декабря2000Феликс Тринидад—Фернандо Варгас
- Место проведения:  Мандалей Бей Ресорт энд Казино, Лас-Вегас, Невада, США
- Результат: Победа Тринидада техническим нокаутом в 12-м раунде в 12-раундовом бою
- Статус: Чемпионский бой за титул WBA в 1-м среднем весе (2-я защита Тринидада); чемпионский бой за титул IBF в 1-м среднем весе (6-я защита Варгаса)
- Рефери: Джей Нейди
- Счёт судей: Дуэйн Форд (103—100), Стэнли Кристодулу (104—100), Гленн Хамада (104—99) — все в пользу Тринидада
- Время: 1:33
- Вес: Тринидад 69,90 кг; Варгас 69,90 кг
- Трансляция: HBO TVKO
- Счёт неофициального судьи: Харольд Ледерман (103—100 Тринидад)

В декабре 2000 года состоялся бой двух непобеждённых бойцов — Фернандо Варгаса и Феликса Тринидада. В начале 1-го раунда Тринидад левым крюком на встрече попал Варгасу прямо в челюсть. Варгаса повело. Тринидад обрушил град ударов на голову противника. Варгас не удержался на ногах и упал. Он сразу же встал. Сразу после продолжения поединка Тринидад налетел на Варгаса. Он пробил 2 левых крюка, второй из которых пришёлся в челюсть. Варгас вновь упал. Варгас вновь быстро встал. Тринидад не смог сразу же добить противника. В начале 4-го раунда Варгас встречным левым хуком попал Тринидаду в челюсть, после чего тот оказался на полу. Тринидад сразу же встал. Варгас бросился добивать пуэрториканца. В контратаке Тринидад попал ему в пах. Варгас согнулся. Рефери приостановил бой, дал время на отдых американцу и снял очко с пуэрториканца. В 10-м раунде Варгас попал в пах Тринидаду. Тринидаду этот удар не причинил вреда, тем не менее рефери снял очко с Варгаса. В 12-м раунде Тринидад красивым левым хуком попал в челюсть Варгаса. Варгас свалился на канвас. Варгас быстро поднялся. Рефери разрешил продолжить бой. Тринидад первым же ударом — тем же левым хуком — пробил снова в челюсть, и Варгас снова упал. Американец встал на счёт 4. После возобновления поединка Тринидад набросился на противника. Варгас уклонялся от ударов. Тринидад выбросил несколько ударов мимо, затем несколько ударов попали в цель. Варгас выглядел потрясённым. Он попытался клинчевать, но неудачно. Тринидад вовремя отошёл от него и прямым правым попал точно в голову Варгаса, и тот вновь упал. Рефери Джей Нейди остановил бой, не открывая счёт.

### 14 сентября2002Оскар Де Ла Хойя—Фернандо Варгас
- Место проведения:  Мандалей Бэй Ресорт энд Касино, Лас-Вегас, Невада, США
- Результат: Победа Де Ла Хойи техническим нокаутом в 11-м раунде в 12-раундовом бою
- Статус: Чемпионский бой за титул WBC в 1-м среднем весе (1-я защита Де Ла Хойи); чемпионский бой за титул WBA в 1-м среднем весе (1-я защита Варгаса)
- Рефери: Джо Кортес
- Счёт судей: Пол Смит (96—94 Де Ла Хойя), Даг Таккер (96—94 Де Ла Хойя), Патрисия Морс Джермен (94—97 Варгас)
- Вес: Де Ла Хойя 69,90 кг; Варгас 69,90 кг
- Трансляция: HBO PPV
- Счёт неофициального судьи: Харольд Ледерман (96—94 Де Ла Хойя)

В сентябре 2002 года состоялся объединительный бой в 1-м среднем весе между чемпионом по версии WBA Фернандо Варгасом и чемпионом по версии WBC Оскаром Де Ла Хойей. В середине 11-го раунда Де Ла Хойя провёл левый хук в челюсть противника, и тот упал. Варгас сразу же поднялся. Де Ла Хойя бросился его добивать. Варгас прижался к канатам и пытался выжить. Затем Варагс оторвался от канатов и спиной попятился через ринг, пока не прижался к углу. Де Ла Хойя его там запер и выбросил огромное количество ударов. Видя это избиение, рефери прекратил поединок.

### 2003—2005
В августе 2005 года он победил по очкам Хавьера Кастильехо.

### 25 февраля2006Шейн Мосли—Фернандо Варгас
- Место проведения:  Мандалей Бэй Ресорт энд Касино, Лас-Вегас, Невада, США
- Результат: Победа Мосли техническим нокаутом в 10-м раунде в 12-раундовом бою
- Статус: Отборочный бой за титул WBA в 1-м среднем весе
- Рефери: Джо Кортес
- Счёт судей: Чак Джиампа (86—85 Мосли), Патрисия Морс Джермен (85—86 Варгас), Пол Смит (86—85 Мосли)
- Время: 1:22
- Вес: Мосли 69,4 кг; Варгас 69,9 кг
- Трансляция: HBO PPV
- Счёт неофициального судьи: Харольд Ледерман (86—85 Мосли)

В феврале 2006 года Варгас встретился с Шейном Мосли. Бой был равным: Мосли доминировал в начале и в конце поединка, а Варгас в середине. В начале боя у Варгаса образовалась гематома над левым глазом, которая к концу боя зазросласть так, что закрылся глаз. В середине 10-го раунда Мосли пробил правый хук в голову, а затем провёл ещё кроссов. Рефери вмешался и прекратил бой. Варгас был недоволен этим решением.

### 15 июля2006Шейн Мосли—Фернандо Варгас (2-й бой)
- Место проведения:  ЭмДжиЭм Гранд, Лас-Вегас, Невада, США
- Результат: Победа Мосли техническим нокаутом в 6-м раунде в 12-раундовом бою
- Статус: Рейтинговый бой
- Рефери: Кенни Бейлесс
- Счёт судей: Аделейд Бёрд (50—45), Дейв Моретти (50—45), Джерри Рот (50—45) — все в пользу Мосли
- Время: 2:38
- Вес: Мосли 69,4 кг; Варгас 69,9 кг
- Трансляция: HBO PPV
- Счёт неофициального судьи: Харольд Ледерман (50—45 Мосли)

В июле 2006 года состоялся 2-й бой между Фернандо Варгасом и Шейном Мосли. В конце 6-го раунда Мосли пробил левый хук в челюсть. Варгас рухнул на канвас. Он попытался сразу подняться, но завалился на правый бок. Затем опять попытался подняться, и опять завалился. Варгас сумел встать на счёт 8. Мосли сразу же начал добивать противника. Он пробил несколько серий хуков в челюсть. Варгаса подкосило, но он устоял. Тем не менее он не отвечал на удары. Рефери прекратил бой. Варгас решение не оспаривал.

### 23 ноября2007Фернандо Варгас —Рикардо Майорга
- Место проведения:  Стэплс Центр, Лос-Анджелес, Калифорния, США
- Результат: Победа Майорги решением большинства в 12-раундовом бою
- Статус: Рейтинговый бой
- Рефери: Рауль Каис
- Счёт судей: Гленн Троубридж (112—114 Майорга), Дэвид Мендоса (113—113), Макс Де Лука (111—115 Майорга)
- Вес: Варгас 74,40 кг; Майорга 74,40 кг
- Трансляция: Showtime PPV

В ноябре 2007 года Фернандо Варгас вышел на ринг против Рикардо Майорги. В конце 1-го раунда Майорга прижал у канатов Варгаса и провёл серию ударов. Варгас упал, но сразу же встал. В конце 11-го раунда Майорга левым хуком послал противника в нокдаун. Варгас сразу же поднялся. Сразу после отсчёт нокдауна прозвучал гонг. По итогам 12 раундов судьи решением большинства голосов объявили победителем Майоргу. В послематчевом интервью Варгас назвал свои падения флеш-нокдаунами.

## Интересные факты
- Фернандо Варгас сыграл роль Тико «ТКО» Мартинеса в фильме «Альфа Дог».
- В настоящее время тренирует боксеров в своем зале «Feroz fight factory» в Лас-Вегасе.
- Фернандо Варгас завершил карьеру после поражения от Рикардо Майорга, на момент боя с которым ему было только 29 лет. Такой ранний уход из бокса во многом связан с хронической травмой спины.